# 꿋박군
꿋박군은 사꼰나콘주의 행정 구역이다. 이 지역의 총 인구 수는 2005년 기준으로 31833명이다. 인구 밀도는 70.0km2이다.

## 행정 구역
| 번호 | 지명    | 태국어 지명 | 빌리지 | 인구   |  |
| ---- | ------- | ----------- | ------ | ------ |  |
| 1.   | Kut Bak | กุดบาก       | 10     | 10,687 |  |
| 3.   | Na Mong | นาม่อง       | 17     | 11,918 |  |
| 5.   | Kut Hai | กุดไห        | 11     | 9,228  |  |